# Dseraunaja (Breszkaja, Drahitschyn)

Derewnaya

Dseraunaja (belarussisch Дзераўная; russisch Деревная) ist ein Dorf mit ca. 300 Einwohnern im Rajon Drahitschyn in der Breszkaja Woblasz in Belarus. In der Umgebung des Dorfes befinden sich ca. 30 natürliche und künstliche Seen. Die Landschaft des Dorfes war früher ein Sumpfgebiet, das in den 1940er Jahren trockengelegt wurde. Derewnaya ist 18 Kilometer von Antopal und 25 Kilometer von Drahitschyn entfernt. Im Dorf befindet sich eine Mittelschule und ein Kulturzentrum. Die Einwohner des Dorfes leben mehrheitlich von der Landwirtschaft. In der Umgebung der Ortschaft befindet sich ein Denkmal für die im Zweiten Weltkrieg gefallenen belarussischen Soldaten.

## Geschichte
Vor dem Ersten Weltkrieg gehörte das Dorf der polnischen Herrscherin Pani Zavadska. Polnische Besitzer hatten einen botanischen Garten in Dseraunaja angelegt. Im 19. Jahrhundert wurde eine Brauerei im Dorfteil namens Karrieren gebaut. Auf dem zentralen Platz Zwintar errichtete man eine damals eine der größten Kirchen in der Region, welche von den Bolschewiken während der Sowjetzeit (1920) mit Bulldozern auseinandergezogen und verbrannt wurde. Während des Zweiten Weltkriegs führten die Bewohner des Dorfes den Partisanenkrieg.

## Sprache und Bewohner
Die Einwohner des Dorfes sprechen ein Dialekt, eine Mischform zwischen Polnisch, Russisch, Belarussisch und Ukrainisch. Im Dorf wohnen viele Ukrainer und einige Russen.

## Natur und Landschaft

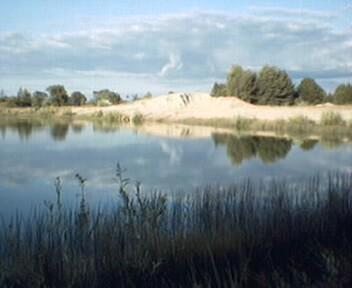
Odyrwanzi, See in der Umgebung des Dorfes

Das Dorf ist zu allen Seiten vom Wald umgeben. Mehrere Waldteile haben ihre Namen: Panina Berezina im Westen (Birkengewächs), Sosniwka im Westosten (Kiefernwald), Gai im Norden (Mischwald). Im Wald sind Eurasischer Luchs, Wildschwein, Elch, Feldhase, Wolf und Rotfuchs zu treffen. Mehrere kleine künstliche Seen in der Umgebung des Dorfes sind von karpfenartigen Fischen bewohnt. In mehreren Seen sind nur kleine (wegen des Futtermangels ausgeartete) Karauschen zu treffen.

### Seen
- Imjaninsee (künstlich, Fischzucht Karpfen, Erholungsgebiet).
- Odirvanzysee (künstlich, angelegt 1998, Erholungsgebiet). Fische: Gründling, Karpfen, Barsch.
- Komplekssee (künstlich). Fische: Karausche, Barsch.
- Ljasnoje (im Norden)
- Syrinezsee (künstlich, verbunden mit Kanalkette)
- Karrierenseen (künstlich). Fische: Karauschen.

### Pflanzenwelt
In der Umgebung des Dorfes wachsen sehr viele Birken, Kiefern, Eichen.

## Novaje Sialo (Neudorf)
Einen Teil des Dorfes (administrativ) bildet eine im Norden gelegene Siedlung Novaje Sialo. Ursprünglich bestand Nowoe Selo aus einigen Häusern mitten im Wald. Heute ist die Siedlung durch mehrere Straßen mit dem Dorf Dseraunaja verbunden und besteht aus ca. 30 Häusern.